# Tomasz Latos

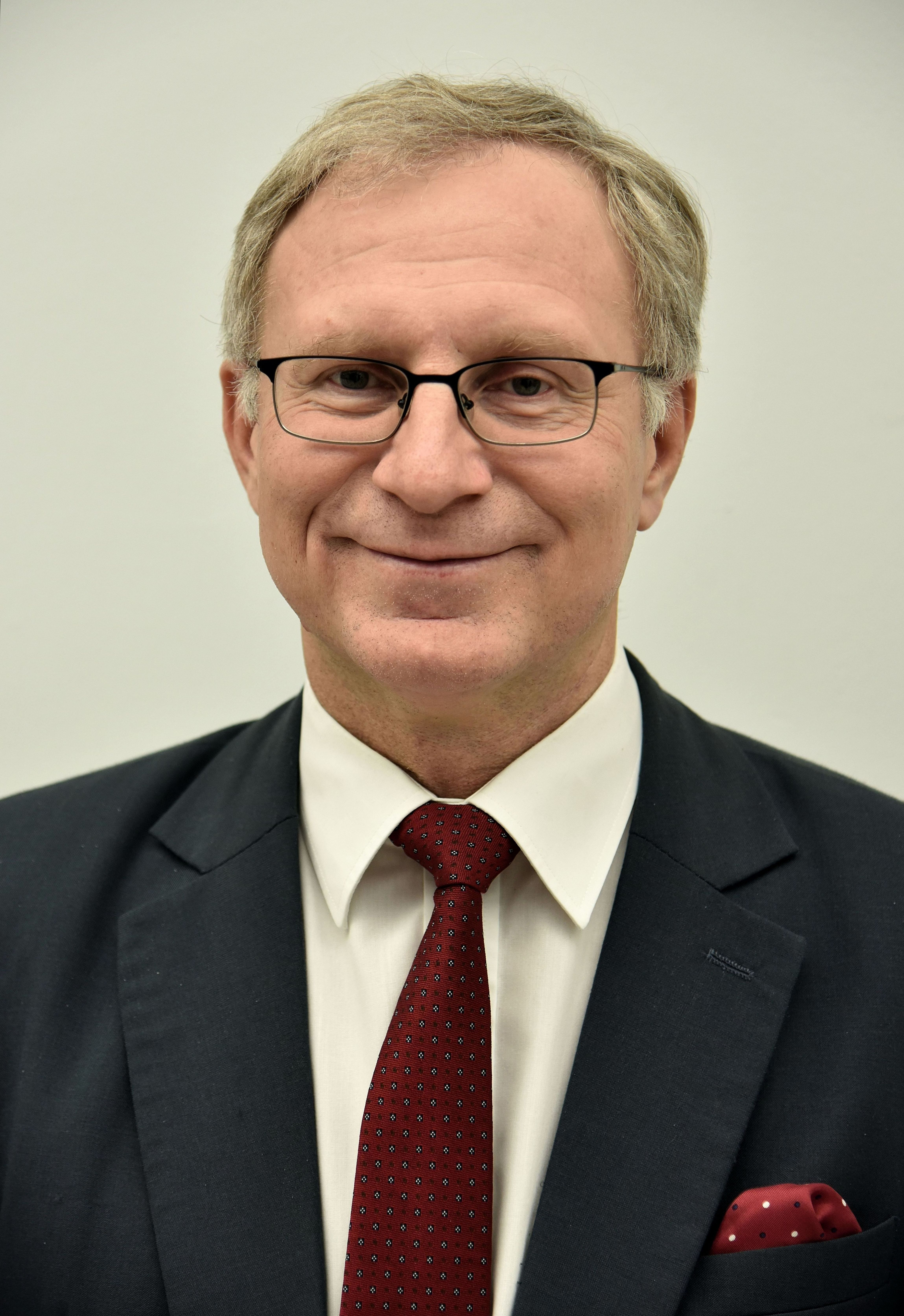
Tomasz Latos (2016)

Tomasz Edward Latos (* 8. März 1964 in Posen) ist ein polnischer Politiker (PiS) und von 2005 bis 2023 Abgeordneter des Sejm in der V., VI., VII., VIII. und IX. Wahlperiode.

## Leben und Beruf
Latos ist Absolvent des VI. Allgemeinbildenden Lyceums in Bydgoszcz, danach absolvierte er ein Studium an der Medizinischen Universität Posen. Im Anschluss absolvierte er ein Aufbaustudium für Finanzmanagement und Marketing an der Nikolaus-Kopernikus-Universität Toruń. Er arbeitete am Universitätskrankenhaus in Bydgoszcz, wo er von 1999 bis 2001 stellvertretender ärztlicher Direktor war.
Latos ist Internationaler Meister im Bridge. Seit 2016 ist er Vizepräsident des Polski Związek Brydża Sportowego.

## Politik
Latos war zunächst in der Chrześcijańska Demokracja – Stronnictwo Pracy (ChD-SP) und der Akcja Wyborcza Solidarność (AWS) und trat 2003 der Prawo i Sprawiedliwość (PiS) bei. In den Jahren 1998 bis 2005 saß er im Stadtrat von Bydgoszcz und von 2002 bis 2005 war Mitglied des Regionalvorstandes der Gewerkschaft Solidarność.
Bei den Parlamentswahlen 2005 wurde er über die Liste der PiS mit 10.059 Stimmen für den Wahlkreis Bydgoszcz in den Sejm gewählt. Bei den Sejmwahlen 2007 errang er mit 17.751 Stimmen zum zweiten Mal für die PiS ein Abgeordnetenmandat. Er ist Mitglied der Sejm Kommissionen für Gesundheit sowie Auswärtige Angelegenheiten. Bei der Europawahl 2009 verpasste er den Sprung in das Brüsseler Parlament. Hingegen wurde er 2011 und 2015 erneut in den Sejm gewählt. Seit 2011 war er Vorsitzender des Gesundheitsausschusses des Sejm.
Bei der Wahl zum Stadtpräsidenten von Bydgoszcz 2018 trat er für die PiS an und erreichte mit 29,6 % die zweitmeisten Stimmen hinter dem wiedergewählten Amtsinhaber Rafał Bruski von der Koalicja Obywatelska, der auf 54,6 % der Simmen kam. Nachdem er bei der Europawahl 2019 erneut scheiterte, gelang ihm bei der Parlamentswahl 2019 erneut der Sprung in den Sejm. Bei der Wahl 2023 verzichtete er auf eine erneute Kandidatur und schied daher aus dem Parlament aus.